# Arbanats
Arbanats é uma comuna francesa na região administrativa da Nova Aquitânia, no departamento da Gironda. Estende-se por uma área de 7,57 km². Em 2010 a comuna tinha 1 318 habitantes (densidade: 174,1 hab./km²).